# Babalola Chinedum Peace
Babalola Peace Chinedum (nhũ danh Anyabuike) FAS, FAAS là một giáo sư dược người Nigeria và là nữ giáo sư dược sĩ đầu tiên của Đại học Ibadan. Nghiên cứu của cô tập trung vào phân tích thuốc, dược động học PK/PD, dược động học, phân tích dược phẩm và đạo đức sinh học.
Cô là trưởng khoa Dược và là điều tra viên chính của Trung tâm Ibadan về phát hiện, phát triển và sản xuất thuốc.
Cô đã phát triển một phương pháp sắc ký lỏng hiệu năng cao mới để phân tích quinine trong sinh trắc học. Phương pháp phân tích quinine mới lạ này đã dẫn đến việc làm sáng tỏ dược động học của quinine ở người châu Phi và hình thành cơ sở tối ưu hóa liều trong các bằng sáng chế sốt rét.
Các nghiên cứu khả thi của cô về tương tác thuốc và chuyển hóa cho thấy giảm khả dụng sinh học và hoạt động vi khuẩn của một số loại kháng sinh khi kết hợp với một số loại thuốc chống sốt rét.
Cô là một trong những nhà khoa học đã báo cáo nghiên cứu dược lý đầu tiên ở những bệnh nhân bị bệnh hồng cầu và khỏe mạnh ở Nigeria với pro-guanil như một đầu dò. Báo cáo cho thấy một số người Nigeria là người mang gen đột biến CYP2C19 và chất chuyển hóa thuốc kém.
Vào tháng 11 năm 2017, cô được bổ nhiệm làm Phó hiệu trưởng của Đại học Chrisland, Abeokuta, bang Ogun, Nigeria.

## Lý lịch

### Giáo dục
Chinedum có bằng Cử nhân Dược (B.Pharm.) Năm 1983 từ Đại học Ife, nay là Đại học Obafemi Awolowo. Ở cùng trường đại học, cô đã nhận được bằng M.sc. năm 1987 và bằng tiến sĩ (Tiến sĩ) về Hóa dược (tùy chọn Dược động học) vào năm 1997. Từ năm 1994 đến 1995, cô đã hoàn thành chương trình nghiên cứu tiền tiến sĩ tại Đại học British Columbia.
Giải thưởng Đào tạo Dược phẩm Công nghiệp Tiên tiến (IPAT) được trao cho cô từ Trường Dược Kilimanjaro, Tanzania và Đại học Purdue, Hoa Kỳ.

### Nghề nghiệp
Cô gia nhập Đại học Ibadan với tư cách là giảng viên cao cấp vào năm 1998, một năm sau khi cô nhận bằng tiến sĩ. từ Đại học Obafemi Awolowo. Cô trước đây là một nhân viên học tập tại Đại học Obafemi Awolowo trước khi cô được chuyển đến Đại học Ibadan, nơi cô trở thành một giáo sư và nữ giáo sư dược sĩ đầu tiên vào tháng 10 năm 2006.
Cô là Trưởng khoa Hóa học hai nhiệm kỳ trước khi được bổ nhiệm làm Trưởng khoa Dược và là Trưởng khoa thực chất đầu tiên của khoa. Trước khi được bổ nhiệm, bà là Giám đốc nghiên cứu tổng quát trong 5 năm (2005 - 2010).

## Công trinh
Kể từ khi trở thành giáo sư, cô đã giám sát hàng trăm sinh viên đại học và hơn 30 sinh viên sau đại học (PGD, MSC, M. Phil & TS). Cô đã xuất bản hơn 120 bài báo học thuật trên tạp chí học thuật có uy tín cũng như sách, chương sách, tóm tắt hội nghị và chuyên khảo.

### Các bài báo học thuật được lựa chọn
Dưới đây là các ấn phẩm bài báo học thuật được đánh giá ngang hàng của Giáo sư Chinedum.
- CP Babalola; et al. (2013). Phương pháp đo quang phổ cực tím tạo dẫn xuất tiểu thuyết để xác định Dihydroartemisinin sử dụng Tạp chí nghiên cứu dược phẩm nhiệt đới của P-Nitroaniline (trên báo chí)
- Ông CT; et al. (2005). Sự thâm nhập, tích lũy nội bào và dòng chảy của tigecycline trong bạch cầu đa nhân trung tính của con người (PMNs). Tạp chí hóa trị liệu kháng khuẩn 56: 498-501.
- CP Babalola; et al. (2013) Tác dụng độc tính của chế độ trị liệu dưới da, trị liệu và trị liệu của Halofantrine Hydrochloride đối với chuột bạch tạng đực. Dược lý 4 (3): 180-185, 2013
- Babalola, CP.; et al. (2010). Kiểu gen Cytochrom P450 CYP2C19 ở bệnh nhân bệnh hồng cầu hình liềm và kiểm soát bình thường. Tạp chí Dược lâm sàng và Trị liệu. 35: 471-477
- CP Babalola; et al. (2009) Tác dụng của fluconazole đối với dược động học của halofantrine ở những người tình nguyện khỏe mạnh. Tạp chí Dược lâm sàng và Trị liệu. 34: 677-682
- Maglio D và cộng sự. (2005). Hồ sơ dược lực học của ertapenem chống lại Klebsiella pneumoniae và Escherichia coli trong một mô hình đùi Murine. Tạp chí chất chống vi trùng và hóa trị liệu 49 (1): 276-280.
- CP Babalola; et al. (2002). Ảnh hưởng của tương tác proarchil đến sinh khả dụng của cloxacillin. Tạp chí Dược lâm sàng và Điều trị, 27: 461-464
- CP Babalola; et al. (2004) Hoạt động phối hợp của vancomycin và teicoplanin đơn thuần và kết hợp với streptomycin chống lại Enterococci faecalis với các mẫn cảm với vancomycin khác nhau. Tạp chí quốc tế về chất chống vi trùng 23: 343-348
- CP Babalola; et al. (2004). Nghiên cứu sinh khả dụng so sánh của một thuốc đạn quinine mới và quinine uống ở những tình nguyện viên khỏe mạnh. Tạp chí nghiên cứu dược phẩm nhiệt đới. 3 (1): 29-297
- CP Babalola; et al. (2004) Hiệu quả điều trị của G-CSF trong điều trị viêm phổi do Pseudomonas aeruginosa ở vật chủ trung tính và không giảm bạch cầu trung tính. Tạp chí hóa trị liệu kháng khuẩn 53 (6): 1098-1100.
- CP Babalola; et al. (2004) Đánh giá tính khả dụng sinh học và tương đương sinh học (BA / BE). Hướng tới sự đảm bảo chất lượng thuốc tốt hơn trong lần thứ 3, 2004 PG 79
- CP Babalola; et al (2006) Phân tích halofantrine thuốc chống sốt rét và chất chuyển hóa chính N-desbutylhalofantrine trong huyết tương người bằng sắc ký lỏng hiệu năng cao- Tạp chí phân tích dược phẩm và y sinh, 2006 Trích dẫn bởi 10 bài báo liên quan Tất cả sáu phiên bản
- CP Babalola; et al (2012) Thử nghiệm lâm sàng thảo dược Phát triển và ứng dụng lịch sử trong Thế kỷ 21 - Dược lý học, 2012 (2012 Trích dẫn bởi 10 bài viết liên quan
- CP Babalola; et al (2003) Xác định sắc ký lỏng của pyronaridine trong huyết tương người và dạng bào chế uống - Tạp chí Sắc ký B, trích dẫn bởi 16 bài viết liên quan Tất cả sáu phiên bản
- CP Babalola; et al (2011) Thảo dược y học và nghiên cứu lâm sàng thảo dược: Một quan điểm toàn cầu. Lưu trữ ngày 20 tháng 5 năm 2021 tại Wayback Machine
- CP Babalola; et al (2002) Chuyển hóa oxy hóa đa hình của proarchil trong dân số Nigeria - Tạp chí Dược lâm sàng châu Âu, trích dẫn bởi 19 bài viết liên quan Tất cả chín phiên bản
- CP Babalola; et al (2011) Đánh giá mô hình kê đơn ở bang Osun (Tây Nam) Nigeria- Tạp chí Y tế công cộng và Dịch tễ học, được trích dẫn bởi 39 bài viết liên quan Cả bốn phiên bản